# Leptopholcus evaluna
Leptopholcus evaluna is een spinnensoort uit de familie trilspinnen (Pholcidae). De soort komt voor in Venezuela.